# راز چشمه سرخ
راز چشمه سرخ فیلمی به کارگردانی علی سجادی حسینی و نویسندگی غلامرضا رمضانی محصول سال ۱۳۷۰ است.

## خلاصه داستان
افسانه و قصه‌هایی که مراد از بی بی اش شنیده او را در برخورد با واقعیت‌های زندگی دچار مشکل می‌سازد، به این ترتیب که او گاهی خود را به جای شخصیت‌های افسانه‌ها می‌بیند…

## بازیگران
- جمشید مشایخی
- جمشید اسماعیل خانی
- امید آهنگر
- حمیده خیرآبادی
- سام خدایاری
- فرحناز منافی ظاهر
- عزیزاله هنرآموز
- اکبر دودکار
- کاوه سجادی حسینی
- فرهاد خانمحمدی
- عباس مختاری
- محمدولی احمدلو
- علی شجاعی
- شاهین قربانی
- صفورا غفوری
- حسین تربتی
- مهدی زیدی
- کبری یوسفی
- کمال حاجی قربانی
- صفر چگینی
- عبدی معینی
- علی مستوفی
- سام خدایاری
- میلاد رشیدی
- شاهرخ قربانی
- کبری قشقایی
- هوشنگ افشار
- الهام وکیلی
- رامین الهی
- پیمان الهی
- ابوالفتح بابازاده
- محمد جان یارمحمدی
- بهجت معرفی